# Æpyornis
Genre
L'Æpyornis ou Oiseau-éléphant (genre éteint Aepyornis, du  (grec ancien : αἰπύς  / aipus) « immense » et du (grec ancien : ὄρνις / ornis) « oiseau ») est un oiseau géant, faisant partie des ratites (autruches, émeus, nandous…). Il vivait exclusivement à Madagascar et la date de sa disparition est incertaine.

## Description

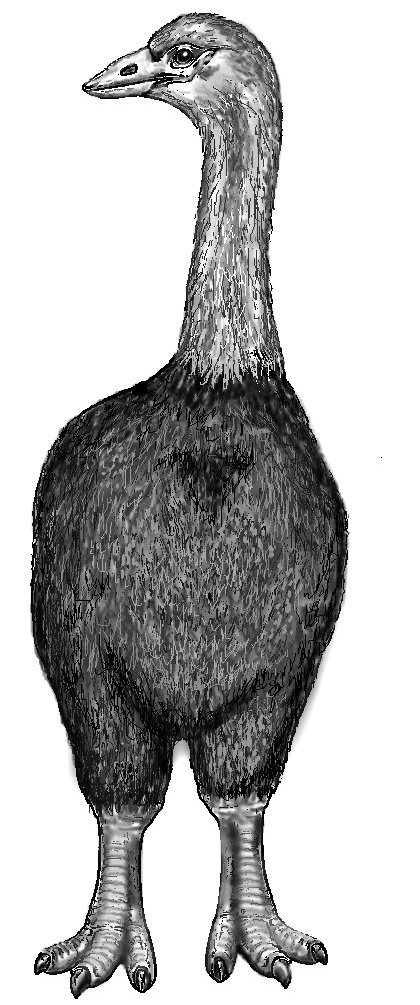
Vue d'artiste d'un Aepyornis adulte.

L'Oiseau-éléphant mesurait de 3 à 3,5 m de haut et pesait de 350 à 450 kg (jusqu'à 500 kg pour les plus gros mâles). Malgré sa taille remarquable, l'Oiseau-éléphant n'était pas l'oiseau le plus grand. Il était dépassé par le Moa géant de Nouvelle-Zélande, une espèce cousine plus connue, appartenant à la famille différente des Dinornithiformes, qui pouvait atteindre 4 m. Aepyornis reste cependant l'oiseau le plus lourd ayant jamais existé, le Moa ayant été démontré comme plus léger. Cet oiseau était incapable de voler, vu qu'il n'avait quasiment plus d'ailes, même au niveau squelettique. c’était un oiseau coureur comme les autres espèces d'oiseaux géants terrestres de sa famille. Il pouvait réaliser des accélérations record pour échapper à ses prédateurs. Disparus plutôt aux alentours de l’an 1000 qu'au XVIIe ou XVIIIe siècle,, les æpyornis ont côtoyé les premiers hommes arrivant à Madagascar. Encore aujourd'hui, les Malgaches peuvent trouver des œufs intacts qu'ils utilisent comme urnes. Dans certains cas, ces œufs ont une circonférence de plus de 1 m, une longueur pouvant atteindre 34 cm, et un volume de 9 l, plus de sept fois le volume d'un œuf d'autruche.

## Biogéographie et alimentation
Tout comme le Casoar, l'Autruche, le Nandou, l'Émeu ou le Kiwi, l'Aepyornis est un Ratite ; il ne peut pas voler et ne possède pas de bréchet, contrairement à la plupart des oiseaux. Comme Madagascar et l'Afrique se sont séparées avant l'apparition des ratites, on pense que ses ancêtres, de petite taille, ont pu arriver sur l'île en volant, puis qu'ensuite, l'Aepyornis est devenu géant et aptère, se modifiant in situ.
On ne sait pas avec certitude si les æpyornis étaient adaptés aux forêts denses comme les casoars actuels. Cependant, certains fruits forestiers à noyaux durs auraient pu être adaptés au système digestif des ratites.

## Disparition
La période exacte de la disparition des æpyornis n'est pas connue avec certitude ; des histoires mettant en scène ces oiseaux géants ont pu persister durant des siècles dans la mémoire collective. Un os d'æpyornis fut trouvé et daté au carbone 14 de l'an 120. Cet os présentait des signes de découpes. Une coquille d'œuf fut datée de l'an 1000.

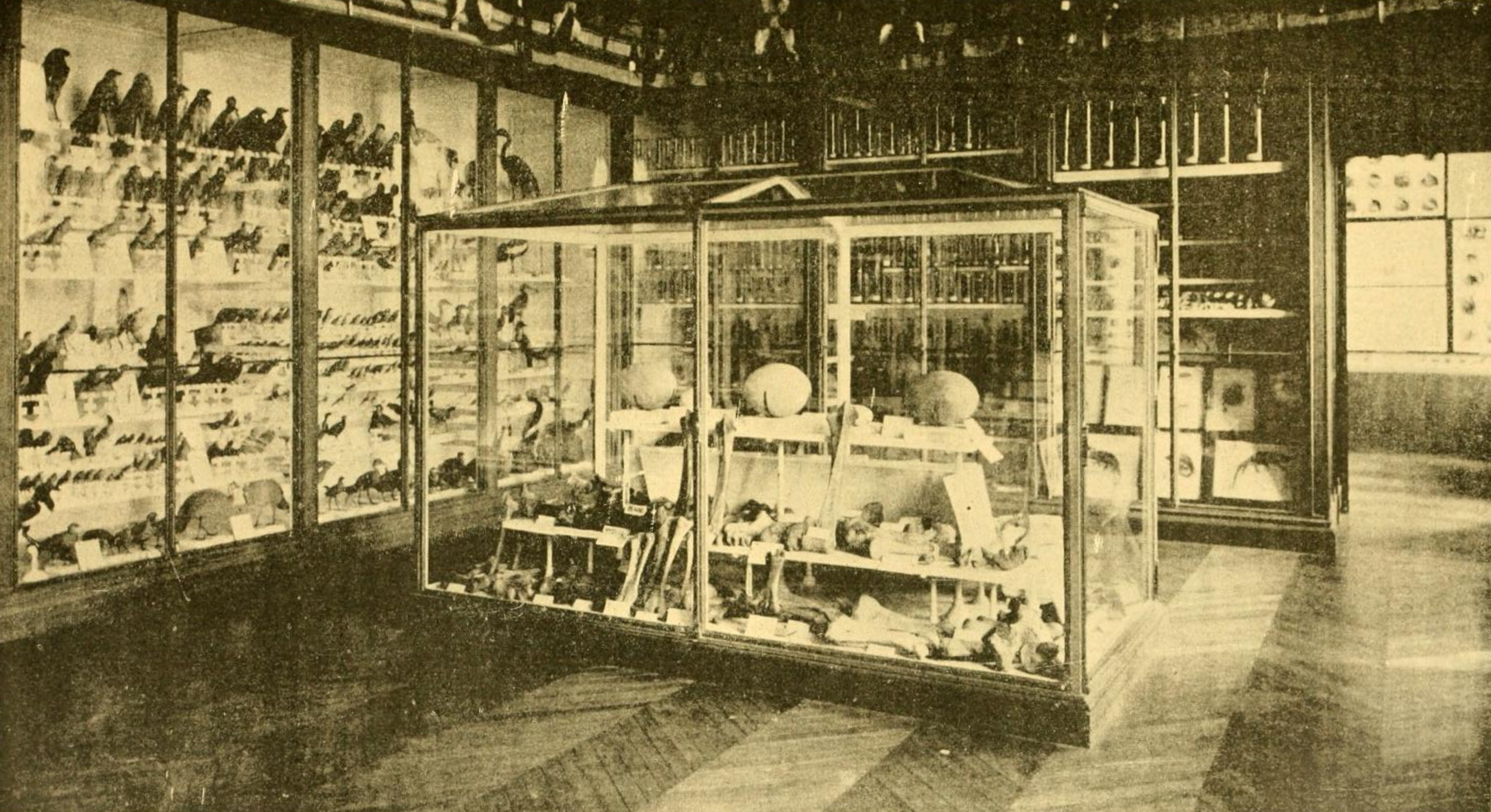
Œufs d’Aepyornis maximus rapportés de Madagascar, exposés en 1895 dans la galerie de Paléontologie et d'Anatomie comparée du Muséum national d'histoire naturelle.

D'après les affirmations d'un colon, recueillies en 1924 par M. Humbert, botaniste à la faculté des sciences d'Alger, une femme malgache lui aurait raconté qu'un oiseau géant fut tué en 1890 par les gens du roi des Manikoros (au nord de Tuléar), dans un marais, à la suite d'un cyclone. Par ailleurs, après de nombreuses tentatives infructueuses, les molécules d'ADN d'un œuf d'æpyornis ont été extraites avec succès par un groupe de chercheurs internationaux et les résultats ont été publiés dans la rubrique « Proceedings » de la Royal Society britannique.
On pense souvent que l'activité humaine est la cause de l'extinction des æpyornis. Ces oiseaux étaient certes discrets mais de grande taille et avaient une large répartition à Madagascar. L'Homme n'avait pas de mal à suivre leurs traces (pas, fientes, plumes) et leurs œufs étaient également vulnérables. Des archéologues ont récemment trouvé des restes de coquilles d'œufs parmi d'anciens foyers humains, suggérant que les œufs fournissaient régulièrement des repas pour des familles entières. Il ne devait pas y avoir de tabous contre la chasse et l'abattage des oiseaux adultes, car on a trouvé des preuves qu'ils étaient tués. Des animaux introduits par l'homme, comme les rats ou encore les chiens, ont également pu manger les œufs d'æpyornis et empêcher ainsi le renouvellement de l'espèce.
Une autre hypothèse exonère la chasse ou le prélèvement des œufs, et soutient que la disparition totale d'æpyornis sur un laps de temps très court pourrait être la conséquence de zoonoses transmises par les volailles élevées par les humains. En effet, des os d'oiseaux domestiques ont été trouvés dans des gisements sub-fossiles où se trouvaient également des os d'æpyornis.
Une troisième théorie explique l'extinction des oiseaux-éléphants par le changement du climat. Une sécheresse intense à Madagascar au début de l'Holocène couplée à l'activité humaine aurait pu avoir raison des æpyornis.

## Légendes
La légende de l'oiseau « Rokh » figure dans nombre de récits arabes, notamment dans Les Mille et Une Nuits. On le retrouve aussi dans les récits malgaches au sujet du « Vorompatra » (« oiseau géant des marais »), un autre oiseau supposé, sont peut-être en relation avec l'Aepyornis.
Dans le conte des Mille et Une Nuits (traduction d'Antoine Galland), Sindbad, au cours de son deuxième voyage, oublié par l'équipage sur une île où le vaisseau fit escale, découvre que la cause d'une obscurité soudaine est "un oiseau d'une grandeur et d'une grosseur extraordinaires" : Je me souvins d'un oiseau appelé Roc, dont j'avais entendu parler aux matelots. D'autres contes du recueil le mettent en scène : Hassan de Bassorah et le Conte de l'oiseau rokh.
Cette légende est reprise par le voyageur maghrébin Ibn Battuta et dont il n'hésite pas à témoigner de visu ! « Au quarante-troisième jour, nous vîmes, après l'aurore, une montagne dans la mer… J'aperçus les marins qui pleuraient, se disant mutuellement adieu, et je dis : Qu'avez-vous donc ? Ils me répondirent : Hélas, ce que nous avions pris pour une montagne, c'est le Rukh ; s'il nous voit, il nous fera périr. ».
Si les légendes du Vorompatra sont probablement reliées à l'animal, les descriptions rejoignant la plupart du temps celles de ce dernier, celles du Rokh le sont moins. Pour cause, ce dernier est décrit presque toujours comme un aigle immense, loin du Ratite sans ailes. Or, cette image renvoie beaucoup à celle de l'Aigle de Haast, une espèce géante d'aigle, la plus grande recensée jusque-là, et qui semble être en bonne partie à l'origine du mythe. Il s'agit d'un oiseau qui, loin de Madagascar et donc de l'Aepyornis, vivait en Nouvelle-Zélande, mais la fréquence des voyages maritimes, partout dans le monde de l'époque d’où datent ces mythes, permettait sans grande difficulté que des témoignages de cette créature soient rapportés dans les cultures arabes ou perses. Si des relations furent faites avec l'Aepyornis, c'est probablement à cause du Moa géant, qui était la proie de l'aigle géant, ce qui put amener à confondre les deux oiseaux terrestres.

## Liste des espèces
- † Aepyornis gracilis Monnier 1913
- † Aepyornis hildebrandti Burckhardt 1893
- † Aepyornis maximus Geoffroy-Saint Hilaire 1851
- † Aepyornis medius Milne-Edwards & Grandidier 1866

En 2018, une étude publiée par la ZSL tend à démontrer que seules deux espèces distinctes doivent être conservées : Aepyornis hildebrandti et Aepyornis maximus.

## L'æpyornis dans la culture
H. G. Wells, romancier britannique, publie en 1894 la nouvelle L'Île de l'Æpyornis.